# Brachodes orientalis
Brachodes orientalis is een vlinder uit de familie Brachodidae. De wetenschappelijke naam van de soort is voor het eerst geldig gepubliceerd in 1906 door Hans Rebel.